# Максим Подопригора
Максим Подопригора (18 квітня 1978) — австрійський плавець.
Учасник Олімпійських Ігор 2000, 2004, 2008 років.